# Handpan
L'handpan, o disco armonico come nome diffuso da uno dei primissimi distributori italiani di HangHang, è uno strumento musicale idiofono in acciaio, sviluppato sulla base dell'Hang.

## Storia
Questa espressione è apparsa per la prima volta online nell'autunno del 2007 sul sito web del produttore statunitense di strumenti steel pan Pantheon Steel. È stato utilizzato per descrivere uno strumento sviluppato dal produttore lanciato in alternativa all'Hang; di conseguenza, questo termine è stato poi usato nelle discussioni del defunto Hang-Music Forum su Internet. Il successore di questo forum è stato fondato nel 2009 ed è stato chiamato handpan.org. L'espressione ha trovato un'ampia diffusione soprattutto nel contesto di tale forum.

### Discussioni sul nome
Il termine handpan è controverso. I critici sottolineano che l'Hang, che tutti i produttori di handpan utilizzano come modello standard, è essenzialmente definito attraverso la sua differenza dallo steel pan. Inoltre, il termine pan è usato per la cultura nazionale dei gruppi che usano questi tipi di strumento di acciaio a Trinidad e Tobago, con cui né l'Hang né gli strumenti chiamati handpan hanno alcuna relazione. I sostenitori sottolineano la necessità di un termine generico. Essi sostengono che handpan sia un nuovo termine appropriato e ben compreso per la definizione di uno steel pan colpito con la mano ed è diventato un nome convenzionale tra coloro che sono interessati a questo tipo di strumenti.
In italiano è anche noto come disco armonico, nome conferito da uno dei primissimi distributori dello strumento su suolo italiano data la sua caratteristica forma e per il suono.
Una denominazione alternativa è Pantam, dalla combinazione di Pan e Ghatam, due strumenti noti per essere stati d'ispirazione nella creazione dell'Hang.
I produttori di Hang di PANArt, Felix Rohner e Sabina Schärer, rifiutano l'espressione handpan per descrivere l'Hang. "Per affermare chiaramente e con precisione: non facciamo strumenti a percussione, handpan o tamburi".